# Complexo do Chapadão
Complexo do Chapadão é um complexo de favelas da cidade do Rio de Janeiro, no Brasil.

## Ruas Principais que Cortam as Comunidades
A Rua Coronel Moreira Cesar é a rua principal e mais conhecida do Complexo do Chapadão, ela liga a Avenida Chrisóstomo Pimentel de Oliveira (Rio do Pau) ao Morro do Chapadão. Outras ruas importantes, como Caminho do Padre (Rua Lenir Liberato), Rua Javata, Rua Alcobaça, Rua Pedra Rasa e Rua Morais Pinheiro, também cortam diversas comunidades do complexo e incluem casas, becos e vilas fechadas, ligando diferentes áreas e bairros. O complexo será urbanizado através do Programa Morar Carioca.